# كارمن فرانكو
كارمن فرانكو (بالإسبانية: Carmen Franco y Polo) (و. 1926 – 2017 م) هي كاتِبة إسبانية، ولدت في أوفييدو، توفيت عن عمر يناهز 91 عاماً، بسبب سرطان.

## مناصب
تولت منصب الرئيس الفخري ‏، مؤسسة فرانثيسكو فرانكو الوطنية (1976–2017).